# Evita Twardzik
Evita Twardzik, valódi nevén Eva Twardzik, korábban Urbaníková,(Zsolna, 1976. március 3. –) szlovák író, az EvitaPress alapítója.

## Élete
18 éves korában elhagyta szülővárosát. Újságírást tanult a pozsonyi Comenius Egyetem Bölcsészettudományi Karán, majd a Rock FM Radio műsorvezetőjeként dolgozott. 2007-ben írta az első könyvét, a Mindent vagy semmit címűt. A regényből készült filmadaptációt 2017-ben a legtöbben látták a szlovák mozikban. A film televíziós premierje az év legnézettebb programja volt. 2007-ben alapította az EvitaPress Kiadót. Főszerkesztőként aktívan részt vesz az Evita női magazinban, 2015-ben elindította a havonta megjelenő kiadványt. Pozsonyban él, ahol a férjével öt gyermeket nevelnek.

## Művei
- Mindent vagy semmit (2007)
- Minden megtörtént velem (2008)
- Mindent vagy semmit – A történet folytatódik (2009)
- A világ nekem tartozik (2010)
- Túl személyes ismerős (2011)
- Az alábbi kapcsolat (2011)
- Sushi a lélekben (2012)
- Szeretnek engem (2013)
- Egy pofon (2013)
- Szex és egyéb érzések (2014)
- Elveszett történetek nőkről, akik szeretik a muzulmánokat (2015)
- Elmondom, hogy vagyok ezen a nyáron (2018)
- Villa, kanál, kés (2019)

## Díjai, elismerései
- A Panta Rhei Awards 2016 – az év szlovák írója – 1. helyezett

## Fordítás
- Ez a szócikk részben vagy egészben  az   Eva Urbaníková című cseh Wikipédia-szócikk ezen változatának fordításán alapul.  Az eredeti cikk szerkesztőit annak laptörténete sorolja fel. Ez a jelzés csupán a megfogalmazás eredetét és a szerzői jogokat jelzi, nem szolgál a cikkben szereplő információk forrásmegjelöléseként.